# Heimatbuch des Landkreises St. Wendel
Das Heimatbuch des Landkreises St. Wendel (bis 1961/62: Heimatbuch des Kreises St. Wendel), das von der Kreisverwaltung St. Wendel seit 1948 in ununterbrochener Folge veröffentlicht wird, versteht sich – so der Untertitel seit 1950 – als Ein Volksbuch für Heimatkunde, Naturschutz und Denkmalpflege (zuvor: für heimatliche Geschichtsforschung, Volkskunde, Kunst, Literatur, Kulturwissenschaft, Kulturschutz und Denkmalspflege, Statistik und Volkshumor).

## Geschichte
Erster Herausgeber war der damalige Landrat, saarländische Landtagsabgeordnete und spätere Minister Paul Schütz, der dem ersten Band ein emphatisches, heimatverklärendes Geleitwort mitgab. In der Reihe der Herausgeber steht auch der spätere saarländische Ministerpräsident Werner Zeyer, der von 1961 bis 1972 Landrat des Landkreises St. Wendel war.
1948, 1949 und 1950 erschien je ein Jahresband. Seit 1951/52 kommt das Heimatbuch in meist zwei-, neuerdings aber auch in drei- oder vierjähriger Erscheinungsweise heraus.
Zur grafischen Ausstattung trugen in den ersten Jahrgängen u. a. auch Zeichnungen von Mia Münster bei.

## Register
Ein erstes Gesamtregister für die 1. bis 17. Ausgabe (1948 bis 1977/78), das neben Verfasser-, Sach- und Ortsregister auch ein  Register der literarischen Texte mit dem Nachweis von Gedichten mit inhaltlichem oder durch die Person des Verfassers gegebenem Bezug zum Kreis St. Wendel enthält, erschien in Ausgabe 18 (1979/80, S. 151–206). Der Jubiläumsausgabe 1997/98 (50 Jahre Heimatbuch) wurde ein Gesamtregister der ersten 27 Ausgaben (1948 bis 1997/98) beigegeben, das in Sach-, Autoren- und Ortsregister untergliedert ist (S. 192–294); ein kleiner Nachtrag zum Autorenregister findet sich in der darauf folgenden 28. Ausgabe (1999/2000, S. 175).